# Tina Karol
Tetjana Hrihorivna Liberman Tatjana Gregorjevna Liberman (Oekraïens: Тетяна Григорівна Ліберман, Russisch: Татяна Грегоревна Либерман; Orotoekan, Oblast Magadan, 25 januari 1985), alias Tina Karol (Oekraïens: Тіна Кароль) is een Oekraïense zangeres.

## Biografie
Karol werd geboren in het huidige Rusland, in een joodse familie, maar op zesjarige leeftijd verhuisde ze naar Ivano-Frankivsk in Oekraïne. Ze studeerde aan een muziekschool in Kiev en nam deel aan verschillende jeugd-, regionale en joodse zangwedstrijden. Ook trad ze op in verschillende musicals en theatershows.
Nadat ze tweede was geworden in de Russisch-Letse talenjacht New Wave, vertegenwoordigde ze Oekraïne in 2006 op het Eurovisiesongfestival, dat in de Griekse hoofdstad Athene werd gehouden. Met het lied Show me your love eindigde ze als zevende met 145 punten.
Tina Karol is ook bekend als coach bij Holos Krainy, de Oekraïense versie van The Voice. Van 2013 tot en met 2021 zat zij in de jurystoel, met een onderbreking in 2014. In 2015, 2017 en 2020 had ze de winnende kandidaat in haar team. Ze was ook coach bij Holos diti (The Voice Kids) in het eerste seizoen (2012/2013), het tweede seizoen (2015) en het derde seizoen (2016). In de laatste twee seizoenen kwam de winnaar uit haar team.

## Privé
Op 15 juni 2008 trouwde Tina met haar producer Eugeny Ogir (1980–2013). Op 18 november 2008 beviel Karol van hun enige kind, een zoon genaamd Veniamin Ogir. Tina's echtgenoot Ogir stierf op 28 april 2013 op 32-jarige leeftijd aan maagkanker.

## Discografie
- 2006 - Show me your love (Engelstalig)
- 2007 - Notsjenka (Russischtalig)
- 2008 - Poljoes pritjazjenia (Russischtalig)
- 2010 - 9 zjiznej (Russischtalig)
- 2014 - Pomnjoe (Russischtalig)